# 第39回世界遺産委員会

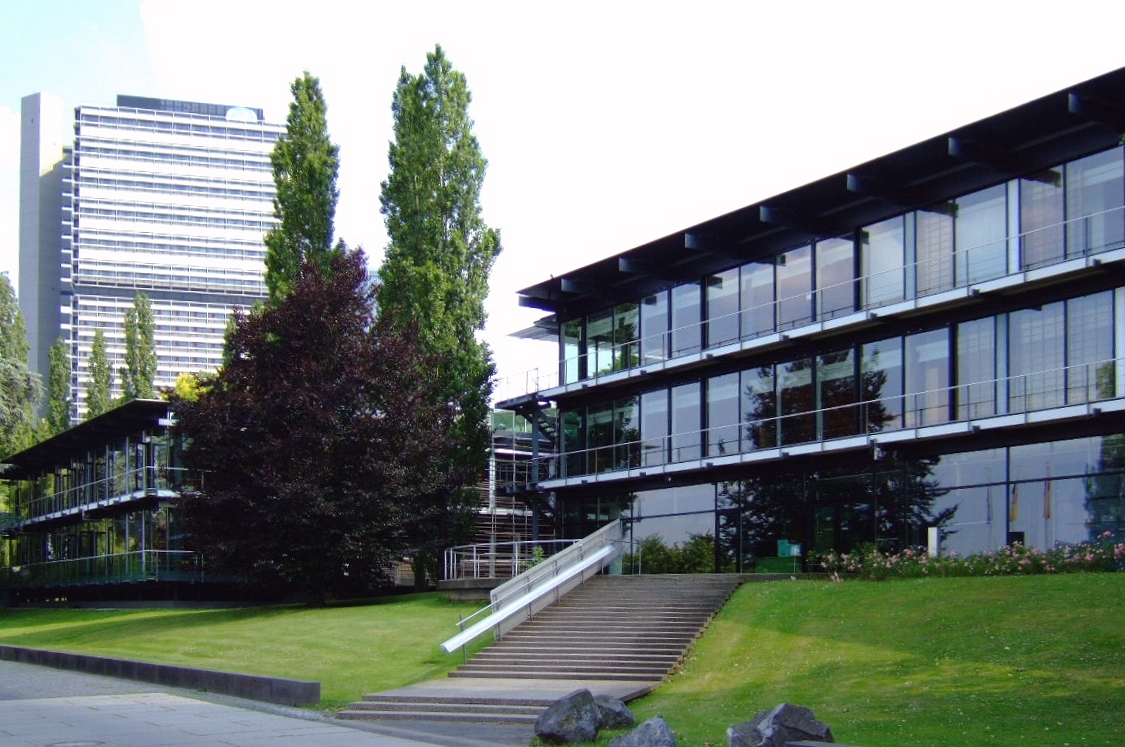
ワールドカンファレンスセンター・ボン

第39回世界遺産委員会（だい39かいせかいいさんいいんかい）は、2015年6月28日から7月8日の間、ドイツのボンで開催された。この世界遺産委員会の会場となったのはワールドカンファレンスセンター・ボンである。ドイツでの開催はベルリンで開催された第19回世界遺産委員会以来2回目、 西ヨーロッパでの開催はセビリア（スペイン）での第33回世界遺産委員会以来となった。この世界遺産委員会では、文化遺産23件、複合遺産1件の計24件が登録された結果、世界遺産リスト登録物件の総数は1,031件となり、世界遺産条約を締約しているにもかかわらず世界遺産を持たない国のうち、シンガポールとジャマイカが新規に世界遺産保有国となった。また、ISILによる文化財破壊への非難などを盛り込んだ「ボン宣言」が採択された。

## 委員国
委員国は以下の通りである。地域区分はUNESCOに従っている。
| 議長国                 | ドイツ       | 議長マリア・ベーマー（ドイツ外務省）                |
| アジア・太平洋         | インド       | 副議長国                                            |
| アジア・太平洋         | 日本         |                                                     |
| アジア・太平洋         | カザフスタン |                                                     |
| アジア・太平洋         | マレーシア   |                                                     |
| アジア・太平洋         | フィリピン   |                                                     |
| アジア・太平洋         | 韓国         |                                                     |
| アジア・太平洋         | ベトナム     |                                                     |
| アラブ諸国             | カタール     | 副議長国                                            |
| アラブ諸国             | レバノン     | 報告担当国（担当者 ヒカム・シャイブ Hicham Cheaib） |
| アラブ諸国             | アルジェリア |                                                     |
| アフリカ               | セネガル     | 副議長国                                            |
| ヨーロッパ・北アメリカ | クロアチア   | 副議長国                                            |
| ヨーロッパ・北アメリカ | フィンランド |                                                     |
| ヨーロッパ・北アメリカ | ポーランド   |                                                     |
| ヨーロッパ・北アメリカ | ポルトガル   |                                                     |
| ヨーロッパ・北アメリカ | セルビア     |                                                     |
| ヨーロッパ・北アメリカ | トルコ       |                                                     |
| カリブ・ラテンアメリカ | ジャマイカ   | 副議長国                                            |
| カリブ・ラテンアメリカ | コロンビア   |                                                     |
| カリブ・ラテンアメリカ | ペルー       |                                                     |

## 審議対象の推薦物件一覧
物件名に * 印が付いているものは既に登録されている物件の拡大登録などを示す。太字は正式登録（既存物件の拡大などについては申請用件が承認）された物件。英語名とフランス語名は諮問機関の勧告文書に基づいており、登録時に名称が変更された場合にはその名称を説明文中で太字で示してある。
第39回世界遺産委員会の審議で新規に世界遺産保有国となったのは、ジャマイカ、シンガポールの2か国である。この時点で、世界遺産条約を締約している191か国のうち、世界遺産を保有していない国は28か国となった。

### 自然遺産
| 画像 | 推薦名                                                                                           | 推薦国           | 勧告     | 決議     | 登録基準       |
| --- | ------------------------------------------------------------------------------------------------ | ---------------- | -------- | -------- | -------------- |
| | ダウリヤの景観群                                                                                 | ロシア/ モンゴル | 登録延期 | 情報照会 |                |
| Landscapes of Dauria |                                                                                                  | ロシア/ モンゴル | 登録延期 | 情報照会 |                |
| Paysages de la Dauria |                                                                                                  | ロシア/ モンゴル | 登録延期 | 情報照会 |                |
| この物件はダウルスキー自然保護区を含むロシア側 (279,022 ha) とモンゴル側 (580,080 ha) から構成されるが、諮問機関であるIUCNは、推薦されていた生態系や生物多様性の基準を適用するには推薦物件の見直しが必要として、「登録延期」を勧告した。審議では1段階上の「情報照会」と決議された。第41回世界遺産委員会で正式登録されることになる。                   |                                                                                                  |                  |          |          |                |
| | ケープ植物区保護地域群（「ケープ植物区保護地域群」の拡大）*                                      | 南アフリカ共和国 | 承認     | 承認     | (9), (10)      |
| Cape Floral Region Protected Areas [extension of the property “Cape Floral Region Protected Areas”] |                                                                                                  | 南アフリカ共和国 | 承認     | 承認     | (9), (10)      |
| Aires protégées de la Région florale du Cap [extension du bien « Aires protégées de la Région florale du Cap »] |                                                                                                  | 南アフリカ共和国 | 承認     | 承認     | (9), (10)      |
| 「ケープ植物区保護地域群」はアフリカ大陸全体の20%にあたる植物が生育しているという点や、山火事に適応した灌木地域などを含んでいることから、2004年に登録された。IUCNは今回の拡大申請を世界遺産の価値を強化するものと見なし、「承認」を勧告した。勧告通りに拡大が認められた。                                                                             |                                                                                                  |                  |          |          |                |
| | サンガネーブ海洋国立公園とドンゴナーブ湾＝ムカッワー島海洋国立公園                               | スーダン         | 登録延期 | 情報照会 |                |
| Sanganeb Marine National Park and Dungonab Bay - Mukkawar Island Marine National Park |                                                                                                  | スーダン         | 登録延期 | 情報照会 |                |
| Parc national marin de Sanganeb et Parc national marin de la baie de Dungonab – île de Mukkawar |                                                                                                  | スーダン         | 登録延期 | 情報照会 |                |
| この物件を構成するサンガネブ環礁については、1983年の第7回世界遺産委員会で「登録延期」が決議されていた。今回の推薦では、名称が示すように2つの海洋国立公園が対象となっている。IUCNは構成資産を再検討すれば、登録基準を満たす可能性を認めつつ、「登録延期」を勧告した。審議では1段階上の「情報照会」と決議された。翌年の第40回世界遺産委員会で正式登録。 |                                                                                                  |                  |          |          |                |
| | ケーンクラチャン森林保護区群                                                                     | タイ             | 情報照会 | 情報照会 |                |
| Kaeng Krachan Forest Complex |                                                                                                  | タイ             | 情報照会 | 情報照会 |                |
| Complexe des forêts de Kaeng Krachan |                                                                                                  | タイ             | 情報照会 | 情報照会 |                |
| この物件は、ケーンクラチャン国立公園と他2件の国立公園、さらに1件の野生生物保護区の計4つの自然保護区で構成されている。IUCNがこの物件が生物多様性を理由とする登録基準に適合する可能性が高いことを認めつつ、それを確認するための情報が全て提示されていない等の理由で「情報照会」を勧告した。審議では勧告通りに「情報照会」と決議された。                 |                                                                                                  |                  |          |          |                |
| | フォンニャ＝ケバン国立公園（「フォンニャ＝ケバン国立公園」の基準 (9) と (10) での再推薦と拡大）* | ベトナム         | 承認     | 承認     | (8), (9), (10) |
| Phong Nha – Ke Bang National Park [renomination under criteria (ix) and (x) and extension of “Phong Nha-Ke Bang National Park”] |                                                                                                  | ベトナム         | 承認     | 承認     | (8), (9), (10) |
| Parc national de Phong Nha - Ke Bang [nouvelle proposition d’inscription au titre des critères (ix) et (x) et extension du « Parc national de Phong Nha-Ke Bang »] |                                                                                                  | ベトナム         | 承認     | 承認     | (8), (9), (10) |
| フォンニャ＝ケバン国立公園は、アジア最古とも言われる約4億年前から形成されたカルスト地形を含む国立公園であり、地球生成の歴史に関する自然遺産として登録されていた。今回の推薦では、範囲を拡大しつつ、生物相の面からも価値を認めてもらおうとするものであり、IUCNはその「承認」を勧告した。審議では46 %の拡大と適用基準の拡大が認められた。               |                                                                                                  |                  |          |          |                |

### 複合遺産
| 画像 | 推薦名                                       | 推薦国     | 勧告 | 決議 | 登録基準       |
| --- | -------------------------------------------- | ---------- | ---- | ---- | -------------- |
| | ブルー・アンド・ジョン・クロウ・マウンテンズ | ジャマイカ | 登録 | 登録 | (3), (6), (10) |
| Blue and John Crow Mountains |                                              | ジャマイカ | 登録 | 登録 | (3), (6), (10) |
| Montagnes Bleues et monts John Crow |                                              | ジャマイカ | 登録 | 登録 | (3), (6), (10) |
| コーヒーの銘柄ブルーマウンテンで知られるブルーマウンテン山脈とジョン・クロウ山脈などを含む保護区で、第35回世界遺産委員会の審議では登録が見送られたが、今回は文化・自然の両面で「登録」が勧告された。文化的にはマルーン解放の歴史と密接に結びついていることが評価され、自然的には生物多様性の点で評価された。 |                                              |            |      |      |                |

### 文化遺産
| 画像 | 推薦名                                                                                    | 推薦国                                                         | 勧告     | 決議     | 登録基準        |
| --- | ----------------------------------------------------------------------------------------- | -------------------------------------------------------------- | -------- | -------- | --------------- |
| | 鋳貨都市ハル・イン・チロル                                                                | オーストリア                                                   | 不登録   | ――       |                 |
| Hall in Tirol – The Mint |                                                                                           | オーストリア                                                   | 不登録   | ――       |                 |
| Hall en Tyrol – L’hôtel de la Monnaie |                                                                                           | オーストリア                                                   | 不登録   | ――       |                 |
| ハル・イン・チロルは岩塩の町から発達し、15世紀には貨幣鋳造権を得た。他地域にも影響した革新的な鋳貨技術発祥の地として推薦されたが、諮問機関であるICOMOSはその顕著な普遍的価値を否定した。勧告を受けて、推薦国は審議前に取り下げた。 |                                                                                           |                                                                |          |          |                 |
| | 土司遺跡群                                                                                | 中国                                                           | 登録     | 登録     | (2), (3)        |
| Tusi Sites |                                                                                           | 中国                                                           | 登録     | 登録     | (2), (3)        |
| Sites du tusi |                                                                                           | 中国                                                           | 登録     | 登録     | (2), (3)        |
| この物件は土司の制度をよく表している海竜屯をはじめとする3遺跡を対象としており、湖南省、湖北省、貴州省に残る。ICOMOSは中国南西部の少数民族の伝統的統治に関する例証として「登録」を勧告し、勧告通りに登録された。 |                                                                                           |                                                                |          |          |                 |
| | モラヴィアの入植地クリスチャンスフェルド                                                  | デンマーク                                                     | 登録     | 登録     | (3), (4)        |
| Christiansfeld a Moravian Settlement |                                                                                           | デンマーク                                                     | 登録     | 登録     | (3), (4)        |
| Christiansfeld, une colonie morave |                                                                                           | デンマーク                                                     | 登録     | 登録     | (3), (4)        |
| クリスチャンスフェルドはモラヴィア兄弟団の入植地として18世紀に成立した町であり、その都市計画にプロテスタントの入植地や信仰共同体としての性格を残していることが評価された。登録に際して、名称が「モラヴィア教会の入植地、クリスチャンスフェルド」(Christiansfeld, a Moravian Church Settlement / Christianfeld, une colonie de l’Église morave) と変更された。 |                                                                                           |                                                                |          |          |                 |
| | シェラン島北部のパル・フォルス式狩猟の景観                                                | デンマーク                                                     | 登録     | 登録     | (2), (4)        |
| The par force hunting landscape in North Zealand |                                                                                           | デンマーク                                                     | 登録     | 登録     | (2), (4)        |
| Le paysage de chasse par force de Zélande du Nord |                                                                                           | デンマーク                                                     | 登録     | 登録     | (2), (4)        |
| パル・フォルス（par force, 直訳は「力による」）はフランス語で、この狩猟のデンマーク語名 parforcejagt にもそのまま移入されている。この狩猟はICOMOSの勧告書では英語版・仏語版ともにシャス・ア・クール （chasse à courre, 馬に騎乗して猟犬を伴う狩猟のこと）というフランス語で言い換えられている。登録対象となったのはデンマーク王家の狩猟場として使われてきた森林群やそれをつなぐ道などである。 |                                                                                           |                                                                |          |          |                 |
| | 北欧のバイキング時代の遺跡群                                                              | デンマーク/ · ドイツ/ · アイスランド/ · ラトビア/ · ノルウェー | 登録延期 | 登録延期 |                 |
| Viking Age Sites in Northern Europe |                                                                                           | デンマーク/ · ドイツ/ · アイスランド/ · ラトビア/ · ノルウェー | 登録延期 | 登録延期 |                 |
| Sites de l’âge des Vikings en Europe du Nord |                                                                                           | デンマーク/ · ドイツ/ · アイスランド/ · ラトビア/ · ノルウェー | 登録延期 | 登録延期 |                 |
| この物件は、9世紀から11世紀のいわゆるバイキングに関する5か国7資産で構成されている。構成資産にはアイスランドの世界遺産であるシンクヴェトリル国立公園（2004年登録）の一部と、デンマークの世界遺産であるイェリング墳墓群、ルーン文字石碑群と教会（1994年登録）が重複して含まれる。ICOMOSは推薦された構成資産では価値の証明が不十分として「登録延期」を勧告し、審議でも勧告通りとなった。 |                                                                                           |                                                                |          |          |                 |
| | ブルゴーニュのブドウ畑のクリマ                                                            | フランス                                                       | 情報照会 | 登録     | (3), (5)        |
| Climats, terroirs of Burgundy |                                                                                           | フランス                                                       | 情報照会 | 登録     | (3), (5)        |
| Les climats du vignoble de Bourgogne |                                                                                           | フランス                                                       | 情報照会 | 登録     | (3), (5)        |
| この物件はブルゴーニュワイン産地であるコート・ド・ニュイ、コート・ド・ボーヌの文化的景観を対象としたものであり、ICOMOSはその顕著な普遍的価値は認めたものの、保護・管理面の課題を挙げて「情報照会」を勧告した。これに対し、委員会は逆転での登録を決議した。 |                                                                                           |                                                                |          |          |                 |
| | シャンパーニュの丘陵、メゾンとカーヴ                                                      | フランス                                                       | 登録     | 登録     | (3), (4), (6)   |
| Champagne Hillsides, Houses and Cellars |                                                                                           | フランス                                                       | 登録     | 登録     | (3), (4), (6)   |
| Coteaux, Maisons et Caves de Champagne |                                                                                           | フランス                                                       | 登録     | 登録     | (3), (4), (6)   |
| この物件は、シャンパーニュ地方のブドウ栽培からワイン製造にいたる農工業の結びつきを示す文化的景観を対象としており、音楽や美術にもたらした貢献も含めて評価された。 |                                                                                           |                                                                |          |          |                 |
| | ゲラティ修道院（「バグラティ大聖堂とゲラティ修道院」の重要な範囲修正）*                   | ジョージア                                                     | 情報照会 | 情報照会 |                 |
| Gelati Monastery [Significant boundary modification of “Bagrati Cathedral and Gelati Monastery”] |                                                                                           | ジョージア                                                     | 情報照会 | 情報照会 |                 |
| Monastère de Ghélati [modification importante des limites du bien « Cathédrale de Bagrati et monastère de Ghélati »] |                                                                                           | ジョージア                                                     | 情報照会 | 情報照会 |                 |
| 「バグラティ大聖堂とゲラティ修道院」（1994年登録）は、バグラティ大聖堂の大規模な改築計画を理由に2010年に危機遺産リストに記載されていた。しかし、この改築が断行されたことから、世界遺産としての価値の証明に寄与しないと判断されたバグラティ大聖堂を世界遺産リストから外すために、この提案が行われた。当初の登録理由である中世グルジア建築の優れた例としての価値は、ゲラティ単独でも証明可能とICOMOSは判断したが、管理計画などの面から「情報照会」を勧告した。審議でも勧告通りとなった。第41回世界遺産委員会でバグラティ大聖堂は除外された。 |                                                                                           |                                                                |          |          |                 |
| | ハンブルクの倉庫街とチリハウスを含む商館街                                                | ドイツ                                                         | 登録     | 登録     | (4)             |
| Speicherstadt and Kontorhaus District with Chilehaus |                                                                                           | ドイツ                                                         | 登録     | 登録     | (4)             |
| La Speicherstadt et le quartier Kontorhaus avec la Chilehaus |                                                                                           | ドイツ                                                         | 登録     | 登録     | (4)             |
| この物件は、ハンブルクの19世紀後半から20世紀前半にかけて発達した2つの商業地区および1924年にフリッツ・ヘーガーによって建てられた表現主義建築であるチリハウス（左画像）を対象としている。当時の国際商業の急成長を反映する建造物群として、ICOMOSは「登録」を勧告し、勧告通りに登録された。 |                                                                                           |                                                                |          |          |                 |
| | ナウムブルク大聖堂とザーレ・ウンシュトルト合流点の景観 - 中世盛期における権力の諸領域     | ドイツ                                                         | 不登録   | 登録延期 |                 |
| The Naumburg Cathedral and the landscape of the rivers Saale and Unstrut - territories of power in the High Middle Ages |                                                                                           | ドイツ                                                         | 不登録   | 登録延期 |                 |
| La cathédrale de Naumburg et le paysage des rivières la Saale et de l’Unstrut – Territoires de pouvoir au Moyen Âge classique |                                                                                           | ドイツ                                                         | 不登録   | 登録延期 |                 |
| ナウムブルクの大聖堂と関連する文化的景観は中世の権力を示すものとして推薦されたが、ICOMOSからは、同様の価値はすでに登録されている欧州の世界遺産で表現されている等として、「不登録」を勧告された。しかし、審議では1段階上の「登録延期」決議となった。第41回で再び見送られた後、第42回世界遺産委員会で大聖堂のみ正式登録されることとなる。 |                                                                                           |                                                                |          |          |                 |
| | スーサ                                                                                    | イラン                                                         | 登録     | 登録     | (1),(2),(3),(4) |
| Susa |                                                                                           | イラン                                                         | 登録     | 登録     | (1),(2),(3),(4) |
| Suse |                                                                                           | イラン                                                         | 登録     | 登録     | (1),(2),(3),(4) |
| スーサはエラム王国およびアケメネス朝ペルシアの首都だった古代都市で、首都でなくなった後も交易拠点として長く繁栄した。ICOMOSは紀元前5千年紀以来の集落遺跡も含めて評価し、「登録」を勧告した。審議では勧告通りに登録された。 |                                                                                           |                                                                |          |          |                 |
| | メイマンドの文化的景観                                                                    | イラン                                                         | 登録     | 登録     | (5)             |
| Cultural Landscape of Maymand |                                                                                           | イラン                                                         | 登録     | 登録     | (5)             |
| Le paysage culturel de Maymand |                                                                                           | イラン                                                         | 登録     | 登録     | (5)             |
| メイマンドはケルマーン州の半遊牧民たちが伝統的な季節移動を伴う牧畜を行い、冬には穴居生活を営んでいる地域である。第37回世界遺産委員会の審議では「情報照会」決議にとどまっていた。今回は「登録」が勧告され、勧告通りに登録を果たした。 |                                                                                           |                                                                |          |          |                 |
| | ベート・シェアリムのネクロポリス - ユダヤ人再興の中心地                                   | イスラエル                                                     | 登録     | 登録     | (2), (3)        |
| Bet She’arim Necropolis – A landmark of Jewish Renewal |                                                                                           | イスラエル                                                     | 登録     | 登録     | (2), (3)        |
| La nécropole de Bet She’arim – Un haut lieu du renouveau juif |                                                                                           | イスラエル                                                     | 登録     | 登録     | (2), (3)        |
| ベート・シェアリムのネクロポリスは、バル・コクバの乱に敗れた後のユダヤ人たちによるものであり、さまざまな文化的影響を含めて、2世紀から4世紀にかけての再興したユダヤ人たちの文化的伝統を示している。 |                                                                                           |                                                                |          |          |                 |
| | パレルモのアラブ＝ノルマン様式建造物群およびチェファル大聖堂、モンレアーレ大聖堂          | イタリア                                                       | 登録     | 登録     | (2), (4)        |
| Arab-Norman Palermo and the Cathedral Churches of Cefalú and Monreale |                                                                                           | イタリア                                                       | 登録     | 登録     | (2), (4)        |
| Palerme arabo-normande et les cathédrales de Cefalú et Monreale |                                                                                           | イタリア                                                       | 登録     | 登録     | (2), (4)        |
| この物件はシチリア島のパレルモに残る7件の建造物群と近隣コムーネの2件の大聖堂で構成されている。シチリア王国時代の多様な出自の人々が築き上げた建築文化が評価され、ICOMOSによって「登録」が勧告された。審議では勧告通りに登録された。 |                                                                                           |                                                                |          |          |                 |
| | 明治日本の産業革命遺産 九州・山口と関連地域                                               | 日本                                                           | 登録     | 登録     | (2), (4)        |
| Sites of Japan’s Meiji Industrial Revolution: Kyushu-Yamaguchi and Related Areas |                                                                                           | 日本                                                           | 登録     | 登録     | (2), (4)        |
| Sites de la révolution industrielle Meiji au Japon : Kyushu-Yamaguchi et zones associées |                                                                                           | 日本                                                           | 登録     | 登録     | (2), (4)        |
| この物件は8県23資産で構成され、1850年代から1910年までの非西洋世界の急速な産業化を伝えている。ICOMOSは「登録」を勧告したものの、産業分野を明確にする意図で登録名を変更することもあわせて勧告し、正式登録名は「明治日本の産業革命遺産 製鉄・製鋼、造船、石炭産業」となった。 |                                                                                           |                                                                |          |          |                 |
| | 洗礼の地「ヨルダン川の向こう側、ベタニア」（アル＝マグタス）                              | ヨルダン                                                       | 情報照会 | 登録     | (3), (4), (6)   |
| Baptism Site “Bethany Beyond the Jordan” (Al-Maghtas) |                                                                                           | ヨルダン                                                       | 情報照会 | 登録     | (3), (4), (6)   |
| Site du baptême « Béthanie au-delà du Jourdain » (Al-Maghtas) |                                                                                           | ヨルダン                                                       | 情報照会 | 登録     | (3), (4), (6)   |
| 新約聖書に登場するベタニアは2箇所ある。そのうちのヨルダン川東岸のベタニアは、『ヨハネによる福音書』によれば、ナザレのイエスが洗礼者ヨハネから洗礼を受けた場所とされている。構成資産にはベタニアの考古遺跡と洗礼者ヨハネ聖堂を含む。ICOMOSはその顕著な普遍的価値を認めつつ、管理面の課題から「情報照会」を勧告したが、逆転で登録された。 |                                                                                           |                                                                |          |          |                 |
| | ティムリカ・オヒンガの文化的景観                                                          | ケニア                                                         | 登録延期 | 情報照会 |                 |
| Thimlich Ohinga Cultural Landscape |                                                                                           | ケニア                                                         | 登録延期 | 情報照会 |                 |
| Paysage culturel de Thimlich Ohinga |                                                                                           | ケニア                                                         | 登録延期 | 情報照会 |                 |
| ティムリカ・オヒンガは、ケニアのミゴリ・カウンティに残る14世紀以来の石造集落遺跡である。ICOMOSは価値の証明が不十分として、「登録延期」を勧告した。審議では1段階上の「情報照会」決議となった。第42回世界遺産委員会で文化的景観としてでなく、考古遺跡として正式登録されることとなる。 |                                                                                           |                                                                |          |          |                 |
| | アメリカ大陸のルネサンス様式水利施設群、パドレ・テンブレケ水道橋                          | メキシコ                                                       | 登録     | 登録     | (1), (2), (4)   |
| Aqueduct of Padre Tembleque, Renaissance Hydraulic Complex in America |                                                                                           | メキシコ                                                       | 登録     | 登録     | (1), (2), (4)   |
| Aqueduc de Padre Tembleque, complexe hydraulique de la Renaissance en Amérique |                                                                                           | メキシコ                                                       | 登録     | 登録     | (1), (2), (4)   |
| パドレ・テンブレケの水道橋は、1554年から1571年に建造された水道橋で、その名前はフランシスコ・デ・テンブレケ（パドレは神父の意味）にちなんでいる。古代ローマ以来の蓄積があった欧州の水利技術をメソアメリカの文化と融合させた優れた例などとして、ICOMOSは「登録」を勧告した。正式登録名は「パドレ・テンブレケ水道橋の水利システム」(Aqueduct of Padre Tembleque Hydraulic System / Système hydraulique de l'aqueduc de Padre Tembleque) となった。                                                                                            |                                                                                           |                                                                |          |          |                 |
| | 大山ブルカン・カルドゥンと周辺の神聖な景観                                                | モンゴル                                                       | 情報照会 | 登録     | (4),(6)         |
| Great Burkhan Khaldun Mountain and its surrounding sacred landscape |                                                                                           | モンゴル                                                       | 情報照会 | 登録     | (4),(6)         |
| Grande montagne Burkhan Khaldun et son paysage sacré environnant |                                                                                           | モンゴル                                                       | 情報照会 | 登録     | (4),(6)         |
| ブルカン・カルドゥンなどはチンギス・ハンや『元朝秘史』とも結びつきのある伝統的な崇拝の場であり、ICOMOSもその顕著な普遍的価値を認めた。ICOMOSは保護法制の問題などから「情報照会」を勧告したが、逆転で登録された。 |                                                                                           |                                                                |          |          |                 |
| | リューカン＝ノトデンの産業遺産                                                            | ノルウェー                                                     | 登録     | 登録     | (2), (4)        |
| Rjukan – Notodden Industrial Heritage Site |                                                                                           | ノルウェー                                                     | 登録     | 登録     | (2), (4)        |
| Site du patrimoine industriel de Rjukan-Notodden |                                                                                           | ノルウェー                                                     | 登録     | 登録     | (2), (4)        |
| 水に恵まれた地形のリューカンとノトデンでは、20世紀初頭からノルスク・ハイドロ社によって水力発電設備や化学肥料工場が整えられてきた。ICOMOSはその時代における産業・技術発展の例証などとしての価値を認め、「登録」を勧告した。 |                                                                                           |                                                                |          |          |                 |
| | 百済歴史地区群                                                                            | 韓国                                                           | 登録     | 登録     | (2),(4)         |
| Baekje Historic Areas |                                                                                           | 韓国                                                           | 登録     | 登録     | (2),(4)         |
| Aires historiques de Baekje |                                                                                           | 韓国                                                           | 登録     | 登録     | (2),(4)         |
| この物件は、武寧王陵をはじめとする王陵群、扶蘇山城、定林寺址、彌勒寺址などによって構成される。これらは朝鮮半島の他地域や中国、日本などとも交流を持っていた百済の歴史や文化を伝えるものとして、ICOMOSは「登録」を勧告した。審議では勧告通りに登録された。 |                                                                                           |                                                                |          |          |                 |
| | トゥルグ・ジウの記念碑群                                                                  | ルーマニア                                                     | 不登録   | ――       |                 |
| Monumental Ensemble of Târgu Jiu |                                                                                           | ルーマニア                                                     | 不登録   | ――       |                 |
| L’ensemble monumental de Târgu Jiu |                                                                                           | ルーマニア                                                     | 不登録   | ――       |                 |
| この物件は彫刻家コンスタンティン・ブランクーシがトゥルグ・ジウで1937年から1938年に作成した5つの記念碑を対象としており、高さ29mあまりの『無限柱』（左画像）などが含まれる。ICOMOSは5件全体としての顕著な普遍的価値を否定し、「不登録」を勧告したが、『無限柱』のみに限定して価値の証明を練り直せば、登録基準を適用できる可能性を示した。勧告を受けて、審議前に推薦が取り下げられた。 |                                                                                           |                                                                |          |          |                 |
| | サウジアラビアのハーイル地方の岩絵                                                        | サウジアラビア                                                 | 情報照会 | 登録     | (1), (3)        |
| Rock Art in the Hail Region of Saudi Arabia |                                                                                           | サウジアラビア                                                 | 情報照会 | 登録     | (1), (3)        |
| Art rupestre de la région de Hail en Arabie saoudite |                                                                                           | サウジアラビア                                                 | 情報照会 | 登録     | (1), (3)        |
| ハーイル州に残る岩絵群は、1万年に及ぶ人々の記録であるとともに、その規模などの点でアラビア半島、ひいては中東全体でも最大級であるとして推薦された。ICOMOSはその顕著な普遍的価値を認めつつも、緩衝地域の設定をはじめとする保存面の課題を指摘し、「情報照会」を勧告したが、逆転で登録された。 |                                                                                           |                                                                |          |          |                 |
| | シンガポール植物園                                                                        | シンガポール                                                   | 登録     | 登録     | (2),(4)         |
| Singapore Botanic Gardens |                                                                                           | シンガポール                                                   | 登録     | 登録     | (2),(4)         |
| Jardin botanique de Singapour |                                                                                           | シンガポール                                                   | 登録     | 登録     | (2),(4)         |
| シンガポール中心部にあるこの植物園は、大英帝国の植民地における熱帯植物園の優れた例証であるとともに、東南アジアにおける熱帯植物の調査・研究に果たしてきた役割の大きさも評価され、ICOMOSからは「登録」を勧告された。シンガポール初の世界遺産となった。 |                                                                                           |                                                                |          |          |                 |
| | ラ・リオハとリオハ・アラベサのワインとブドウ畑の文化的景観                                | スペイン                                                       | 登録延期 | 登録延期 |                 |
| La Rioja and Rioja Alavesa Wine and Vineyard Cultural Landscape |                                                                                           | スペイン                                                       | 登録延期 | 登録延期 |                 |
| Paysage culturel viticole et vinicole de La Rioja et de la Rioja alavaise |                                                                                           | スペイン                                                       | 登録延期 | 登録延期 |                 |
| リオハ・ワインの産地となっている文化的景観であるが、ICOMOSからは推薦時点での顕著な普遍的価値は証明されていないとされ、他のすでに登録されているブドウ畑景観などと比較した上で再考すべき等ということで「登録延期」を勧告された。審議でも勧告通りに「登録延期」と決議された。 |                                                                                           |                                                                |          |          |                 |
| | スペイン北部のサンティアゴ巡礼路群（「サンティアゴ・デ・コンポステーラの巡礼路」の拡大）* | スペイン                                                       | 承認     | 承認     | (2), (4), (6)   |
| Routes of Santiago in Northern Spain [Extension of “Routes of Santiago de Compostela”] |                                                                                           | スペイン                                                       | 承認     | 承認     | (2), (4), (6)   |
| Chemins de Saint-Jacques du nord de l’Espagne [extension du bien Chemins de Saint-Jacques-de-Compostelle] |                                                                                           | スペイン                                                       | 承認     | 承認     | (2), (4), (6)   |
| 「サンティアゴ・デ・コンポステーラの巡礼路」（1993年登録）の北スペインにおける道4区間と、16件の記念建造物群、合計20資産の拡大登録申請である。拡大後に登録名称が「サンティアゴ・デ・コンポステーラの巡礼路 : カミーノ・フランセスとスペイン北部の巡礼路群」(Routes of Santiago de Compostela: Camino Francés and Routes of Northern Spain / Chemins de Saint-Jacques-de-Compostelle : Camino francés et chemins du nord de l’Espagne)と変更された。                                                                                         |                                                                                           |                                                                |          |          |                 |
| | エフェソス                                                                                | トルコ                                                         | 登録     | 登録     | (3), (4), (6)   |
| Ephesus |                                                                                           | トルコ                                                         | 登録     | 登録     | (3), (4), (6)   |
| Éphèse |                                                                                           | トルコ                                                         | 登録     | 登録     | (3), (4), (6)   |
| エフェソスは古くは世界の七不思議の一つであるアルテミス神殿を擁した都市として知られ、のちにはパウロの伝道など原始キリスト教とも関わりを持った。ICOMOSはその価値を認めたが、構成資産に含まれるエフェソス遺跡から7km の場所にある「聖処女マリアの家」は外すべきという条件をつけた。しかし、審議では「聖処女マリアの家」も構成資産として認められた |                                                                                           |                                                                |          |          |                 |
| | ディヤルバクル城塞とヘヴセル庭園の文化的景観                                              | トルコ                                                         | 情報照会 | 登録     | (4)             |
| Diyarbakır Fortress and Hevsel Gardens Cultural Landscape |                                                                                           | トルコ                                                         | 情報照会 | 登録     | (4)             |
| Paysage culturel de la forteresse de Diyarbakır et des jardins de l’Hevsel |                                                                                           | トルコ                                                         | 情報照会 | 登録     | (4)             |
| ディヤルバクルの旧市街は古代ローマ植民都市時代に遡る長大な城壁に囲まれている。その旧市街を保護する城壁および関連する景観が時代ごとに果たしてきた役割の大きさから推薦された。ICOMOSはその価値を認めたものの、保護法制などに関する問題を指摘し、情報照会を勧告した。これに対し、委員会は逆転での登録を決議した。 |                                                                                           |                                                                |          |          |                 |
| | ウガンダ東部のニェロおよびその他の狩猟採集民の幾何学様式岩絵遺跡群                        | ウガンダ                                                       | 登録延期 | 情報照会 |                 |
| Nyero and other hunter-gatherer geometric rock art sites in eastern Uganda |                                                                                           | ウガンダ                                                       | 登録延期 | 情報照会 |                 |
| Nyero et autres sites d’art rupestre géométrique de chasseurs-cueilleurs d’Ouganda oriental |                                                                                           | ウガンダ                                                       | 登録延期 | 情報照会 |                 |
| この物件は、先史時代のアフリカ中部から東部にかけての人々の生活を伝えるとともに、現代においても儀礼と結びついている7箇所の岩絵遺跡が対象になっている。しかし、ICOMOSは顕著な普遍的価値の証明自体が不十分として「登録延期」を勧告した。審議では1段階上の「情報照会」と決議された。 |                                                                                           |                                                                |          |          |                 |
| | フォース橋                                                                                | イギリス                                                       | 登録     | 登録     | (1), (4)        |
| The Forth Bridge |                                                                                           | イギリス                                                       | 登録     | 登録     | (1), (4)        |
| Le pont du Forth |                                                                                           | イギリス                                                       | 登録     | 登録     | (1), (4)        |
| フォース川に架かるフォース橋は1890年に開通した鉄道橋で、橋梁建築史の画期をなす橋の一つとして推薦され、ICOMOSもその重要性を認め、「登録」を勧告した。審議では勧告通りに登録が認められた。 |                                                                                           |                                                                |          |          |                 |
| | サン・アントニオ・ミッションズ                                                            | アメリカ合衆国                                                 | 登録     | 登録     | (2)             |
| San Antonio Missions |                                                                                           | アメリカ合衆国                                                 | 登録     | 登録     | (2)             |
| Missions de San Antonio |                                                                                           | アメリカ合衆国                                                 | 登録     | 登録     | (2)             |
| サン・アントニオ・ミッションズは18世紀にフランシスコ会によって築かれたキリスト教伝道所群で、現在のテキサス州を流れるサン・アントニオ川流域に残る5件の伝道所跡と1件の関連遺跡が対象となっている。ICOMOSはスペイン人入植者とコアウィルテカ文化の交流の例証として「登録」を勧告した。審議では勧告通りに登録が認められた。 |                                                                                           |                                                                |          |          |                 |
| | フライ・ベントスの産業と結びつく文化的景観                                                | ウルグアイ                                                     | 登録     | 登録     | (2), (4)        |
| Fray Bentos Cultural-Industrial Landscape |                                                                                           | ウルグアイ                                                     | 登録     | 登録     | (2), (4)        |
| Paysage culturel industriel de Fray Bentos |                                                                                           | ウルグアイ                                                     | 登録     | 登録     | (2), (4)        |
| フライ・ベントスはリオ・ネグロ県の県庁所在地で、1859年に建設された後、都市の発展は1861年に設置された食肉加工工場とともにあった。21世紀においてもウルグアイの主要な食肉流通拠点の一つとして機能している。ICOMOSはフライ・ベントスの景観が産業と密接に結びついていることや、食肉の輸出や55か国からの移民労働者の受け入れといった国際的な結びつきを評価し、「登録」を勧告した。登録に際して、「フライ・ベントスの産業景観」とされた。 |                                                                                           |                                                                |          |          |                 |

## 危機遺産
危機にさらされている世界遺産（危機遺産）リストからは1件が除去され、3件が新規に記載された。その結果、危機遺産の総数は48件となっている。

### 危機遺産リストからの除去
| 画像 | 登録名                   | 保有国     | 世界遺産登録年 | 危機遺産登録年 |
| --- | ------------------------ | ---------- | -------------- | -------------- |
| | ロス・カティオス国立公園 | コロンビア | 1994年         | 2009年         |
| ロス・カティオス国立公園は、隣国パナマのダリエン国立公園と連続する自然保護区で、生物多様性などを理由に登録されたが、森林の違法伐採などが横行していた。また、大陸縦断高速道路建設の計画などもあったことから、2009年にコロンビア当局自身が要請する形で危機遺産リストに登録された。その結果、国際的な支援を受けつつ、パナマとも連携を強化し、開発計画の中止、違法伐採の取り締まり強化などの成果が見られたため、危機遺産リストから除外された。 |                          |            |                |                |

### 危機遺産リストへの登録
| 画像 | 登録名               | 保有国   | 世界遺産登録年 |
| --- | -------------------- | -------- | -------------- |
| | シバームの旧城壁都市 | イエメン | 1982年         |
| シバームは大洪水の被害を受けやすかった地形的特色から、日干しレンガでつくられた統一性のある高層建築群が建ち並んでいる。2015年3月以降に激化したハーディー政権とフーシの武力衝突を受け、遺産に対する潜在的脅威が確認されることから危機遺産リストに登録された。 |                      |          |                |
| | サナア旧市街         | イエメン | 1986年         |
| サナアは伝説上ノアの息子セムが建設したと言われている古い歴史を持つ都市で、中世以来の美しい化粧漆喰で飾られた日干しレンガの高層建築群が建ち並ぶ。現在も人が住む町としては最古の歴史を持つともいわれ、今なおイエメンでは最大の都市だが、2015年3月以降のハーディー政権とフーシの武力衝突に関連した空爆によって、旧市街にも被害が出るなどしたため、危機遺産リストに登録された。 |                      |          |                |
| | ハトラ               | イラク   | 1985年         |
| ハトラは円形の城壁に囲まれたパルティア王国時代の軍事拠点および隊商都市の遺跡であり、イラクの世界遺産第1号となった。2010年代初頭の時点で、政情不安が発掘調査の中断などを招いていたが、2015年にはISILによる文化財の破壊が起こったため、危機遺産リストに登録された。 |                      |          |                |

## 名称変更
1件の名称が変更された。
|          | 現登録名 | 現登録名                                   | 新登録名（案） | 新登録名（案）                  |
| -------- | -------- | ------------------------------------------ | -------------- | ------------------------------- |
| チェコ · | 旧       | ホラショヴィツェの歴史的集落保存地区       | 新             | ホラショヴィツェの歴史的集落    |
| チェコ · | 旧       | Holašovice Historical Village Reservation  | 新             | Holašovice Historic Village     |
| チェコ · | 旧       | Réserve du village historique d’Holašovice | 新             | Village historique d’Holašovice |

## 軽微な変更
以下の資産について、軽微な変更が認められた。
|  | 登録名                                                           | 保有国              | 変更内容           |
|  | ---------------------------------------------------------------- | ------------------- | ------------------ |
|  | レナ石柱自然公園                                                 | ロシア              | 登録範囲の拡大     |
|  | サン＝サヴァン・シュル・ガルタンプ修道院付属教会                 | フランス            | 登録範囲の変更     |
|  | ローマ歴史地区、教皇領とサン・パオロ・フオーリ・レ・ムーラ大聖堂 | イタリア / バチカン | 登録範囲の変更     |
|  | コトルの自然と文化歴史地域                                       | モンテネグロ        | 登録範囲の変更     |
|  | シャーロッツビルのモンティチェロとバージニア大学                 | アメリカ合衆国      | 登録範囲の変更     |
|  | フィレンツェ歴史地区                                             | イタリア            | 緩衝地域の設定     |
|  | マルタの巨石神殿群                                               | マルタ              | 緩衝地域の設定     |
|  | セゴビア旧市街と水道橋                                           | スペイン            | 緩衝地域の設定     |
|  | オークニー諸島の新石器時代遺跡中心地                             | イギリス            | 緩衝地域の範囲変更 |

## その他の議題
- 武力紛争の際の文化財の保護に関する条約（ハーグ条約）および同条約第二議定書と世界遺産条約の効力確認によるISIL（イスラム国）の文化浄化に対する非難決議[93][94]。
- 上記非難決議も盛り込んだ「世界遺産に係るボン宣言」の採択[85][95]。
- 「世界遺産条約履行のための作業指針」の改訂。今回の改訂で、試験運用されていたアップストリーム・プロセス（推薦に際して締約国が諮問機関や世界遺産センターに技術支援を要請できる仕組み）が正式に制度化された[84]。
- 70周年を迎えたユネスコが推進する持続可能な開発のための文化の世界遺産における実施検討[96]。
- 六年毎の定期報告による保全状況確認（SOC）では、日本からは知床が取り上げられた[97]。過去の勧告に対する取り組みが評価された一方で、継続的な課題も残っている[98]。
- 審議総数の抑制のため、1回の委員会で各国が推薦できる件数を各1件、審議総数を25件とする提案がなされたが、決定に至らず、翌年以降の継続審議となった[84][85]。